# 原島梢
原島 梢（はらしま こずえ、6月7日 - ）は、日本の女性声優。81プロデュース所属。東京都出身。

## 略歴
2006年、アミューズメントメディア総合学院卒業。
2009年、81プロデュースに所属。

## 人物
趣味・特技は歌、切り絵。

## 出演
太字はメインキャラクター。

### テレビアニメ
2005年
- ピーチガール（女子生徒、生徒達、客たち、女性客、女性店員 他）

2008年
- 全力ウサギ（子ウサギ、ソウチョウチルドレン、インストラクター）
- チョロQデッキシステム Qファイターズ!（子ども3）

2009年
- クロスゲーム（女の子）
- メタルファイト ベイブレード（2009年 - 2011年、渡蟹の母、オペレーターC、女の子A）- 3シリーズ

2010年
- えむえむっ!（女性教師）
- 刀語（黒巫女C）
- ひめチェン!おとぎちっくアイドル リルぷりっ（2010年 - 2011年、雪森木曜、はやた母、ロロ、谷口、パックン 他）

2011年
- SKET DANCE（子供）
- 魔乳秘剣帖（格さん）

2012年
- PSYCHO-PASS サイコパス（水無瀬佳織、女性教諭）
- ZETMAN（女教師）
- 探検ドリランド（妖精、プロン）
- NARUTO -ナルト- 疾風伝（ラン）
- バクマン。3（電話案内）
- 貧乏神が!（丹下茜、家政婦A、女子生徒）
- 名探偵コナン（アナウンサー）

2013年
- ポケットモンスター ベストウイッシュ シーズン2 デコロラアドベンチャー（オーベム）

2014年
- サザエさん
- プリパラ（禎子）

2017年
- 境界のRINNE（駄菓子屋さん）

2018年
- レイトン ミステリー探偵社 〜カトリーのナゾトキファイル〜（マダム・ピットフォール）
- キラキラハッピー★ ひらけ!ここたま（小畑ふく子）

2020年
- ラディアン（魔法騎士グウェノリン）

2021年
- ゆるキャン△ SEASON2（子供たち、お好み焼き店 女将）
- 不滅のあなたへ（リーンの母）

### 劇場アニメ
- レイトン教授と永遠の歌姫（2009年、観客）
- 劇場版 BLOOD-C The Last Dark（2012年、アナウンス）
- 劇場版 PSYCHO-PASS サイコパス（2015年、水無瀬佳織）
- 劇場版 ヴァイオレット・エヴァーガーデン（2020年、母親[5]）

### OVA
- やなせたかしメルヘン劇場 タコラのピアノ（2008年、レポーター）
- いじめ（2012年、母親）※ちゃお 2012年3月号付録

### ゲーム
- 王と魔王と7人の姫君たち 〜新・王様物語〜（フローレンス）
- 幻想水滸伝 紡がれし百年の時（シウ・ジン、ベルタ）
- 戦国RENKAズーム!（2020年、石田三成[6]）

### ドラマCD
- THE IDOLM@STER MILLION THE@TER WAVE 05 ARCANA（2020年、商店街の人）

### オーディオブック
- グラスホッパー（2016年、朗読）
- マリアビートル（2016年、朗読）
- 我がヒーローのための絶対悪（2021年、阿久津千代、十雲紡生 他[7]）

### 吹き替え

#### 映画
- アイアンマン2（金髪娘）※テレビ朝日版
- アイアンマン3（バネッサ）
- アジョシ
- A TIME OF WAR タイム・オブ・ウォー 戦場の十字架（キャシー）
- アブノーマル・バケーション 〜ある女優が堕ちるまで〜（サラ〈セーラ・バトラー〉）
- キャプテン・シンドバッド（ジャイール）
- ゲットバック（ライリー〈マリン・アッカーマン〉）
- シャッター ラビリンス（〈マール・ソデュープ〉）
- 新世紀Mr.Boo! ホイさま カミさま ホトケさま（お箸ツインズ1）
- スクリーム4: ネクスト・ジェネレーション
- セキュリティ・チェック（エレーナ・コール〈ダニエル・デッドワイラー〉）
- 大統領の料理人（メアリー）
- チャイルドコール 呼声（グレーテ）
- 沈黙の監獄（シャーロット）
- 闘魂先生 Mr.ネバーギブアップ（マリア〈シャリース〉）
- トゥモローランド（ケイシー母 ジェニー〈ジュディ・グリア〉[8]）
- ドラゴン・タトゥーの女（リンドグレーン）
- 7日間の恋人（美恵子〈アンジェラ・チャン〉）
- パイレーツ・オブ・カリビアン/生命の泉（法廷の女4）
- ハングオーバー!! 史上最悪の二日酔い、国境を越える（ローレン〈ジェイミー・チャン〉）
- ハングオーバー!!! 最後の反省会（ローレン〈ジェイミー・チャン〉）
- ピラニア3D（ポーラ〈ディナ・メイヤー〉）
- ファースト・キル（ローラ）
- フェイシズ
- Black & White/ブラック & ホワイト（エミリー）
- ブラック・スワン（ダンサー）
- プレミアム・ラッシュ（ニマ〈ジェイミー・チャン〉）
- マイネーム・イズ・ハーン（ジョエル）
- マリグナント 狂暴な悪夢（セリーナ〈ジーン・ルイザ・ケリー〉[9]）
- マリリン 7日間の恋（ルーシー〈エマ・ワトソン〉）
- ミッション: 8ミニッツ
- メグ・ライアンの 男と女の取扱説明書（サラ）
- メン・イン・ブラック3（5Kの母親）
- ものすごくうるさくて、ありえないほど近い（少女）
- ラヴァーズ&ドラゴン（ティンコク）
- リミットレス
- ロザライン（ジャネット〈ミニー・ドライヴァー〉）
- ロックアウト（キャサリン）
- ワンドゥギ（ワンドゥクの母）

#### テレビドラマ
- iCarly
- ALCATRAZ/アルカトラズ
- アンフォゲッタブル4 完全記憶捜査（デリーナ・マイケルズ）
- 宇宙人ネッドのトークショー（ベティ〈コリーン・スミス〉、クリステン・シャール）
- 救命医ハンク3 セレブ診療ファイル
- グレイズ・アナトミー6、7、8
- コバート・アフェア
- CSI:ニューヨーク7
- シー・ハルク:ザ・アトーニー（ニッキ・ラモス）
- SHERLOCK（シャーロック）2
- 孫子《兵法》大伝（漪羅〈ジン・ティエン〉）
- 第3病院〜恋のカルテ〜（ミヒ）
- 脱出!スコーピオンアイランド（オリバー・アイラ)）
- TOUCH/タッチ
- 天才学級アント・ファーム（ロクサーヌ）
- テヘラン　(カドーシュ)
- トゥルーブラッド（ジェシカ・ハンビー〈デボラ・アン・ウォール〉）
- ドクター・フー ニュー・ジェネレーション（リヴァー・ソング〈アレックス・キングストン〉、クララ・オズワルド〈ジェナ・ルイーズ・コールマン〉）[10]
- PERSON of INTEREST 犯罪予知ユニット
- ハート・オブ・ディクシー ドクターハートの診療日記（デイジー）
- ビクトリアス
- 100日の郎君様（クンニョ〈イ・ミンジ〉[11]）
- フェイク・フィアンセ
- プライベート・プラクティス4
- ブラザーズ&シスターズ（ミス・ナディーン）
- ボディ・オブ・プルーフ2 死体の証言
- ボルジア家 愛と欲望の教皇一族（ルカ）
- ミスター・サンタを探して
- ミディアム7 最終章
- ユーリカ シーズン4
- ライフwithデレク（イヴェット）
- ラブレイン（イ・ミホ）
- リンガー 〜2つの顔〜
- LAW & ORDER:性犯罪特捜班（キャシー、モーリーン）
- やりすぎ配信! ビザードバーク
- 私はラブ・リーガル3（キャシー）

#### アニメ
- エリオット・フロム・アース（フランキー）
- 怪奇ゾーン グラビティフォールズ（メイベル・パインズ）
- きかんしゃトーマス めざせ!夢のチャンピオンカップ（ファローナ）※配信・CS放送版
- こねこのピムとポム（姪っ子（水色））
- 最強武将伝 三国演義（呂布の妻、夏侯蓮、甘夫人、小間使、侍女、阿斗）
- ブーンドックス（ティーナ・マリー）
- ヤング・ジャスティス（バンブルビー）
- EVIL OR LIVE（金倩倩[12]）
- ムーミン谷のなかまたち（ミーサ）
- 烈火澆愁

### テレビ番組
- ダイアモンド博士の"ヒトの秘密"（声の出演）
- ニャンちゅうワールド放送局 ニャンちゅうと一緒（ナレーション）
- 日立 世界・ふしぎ発見!（ボイスオーバー）
- ワンワンパッコロ!キャラともワールド

### パチンコ・パチスロ
- CR楓魂（香澄[13]）
- CR怨み屋本舗（怨み屋）